# SGPタッグ王座
SGPタッグ王座（エス・ジー・ピー・タッグおうざ）は、信州ガールズが管理、認定している王座。

## 歴史
2019年7月28日、信州ガールズプロレスリング（後の信州ガールズ）信州プロレスアリーナ大会で行われた初代王座決定タッグトーナメントに優勝した杏ちゃむ&頑固一徹組が初代王者になった。

## 歴代王者
| 歴代  | タッグチーム      | 獲得日付      | 獲得場所 （対戦相手・その他）                           |
| ----- | ----------------- | ------------- | ------------------------------------------------------- |
| 初代  | 杏ちゃむ&頑固一徹 | 2019年7月28日 | 信州プロレスアリーナ LINDA&夏すみれ 2020年1月26日返上   |
| 第2代 | 沙恵&杏夏         | 2021年7月17日 | 長野市芸術館 ホクト"鬼嫁"あきこ&真琴 2021年11月20日返上 |